# Nerine huttoniae
Nerine huttoniae är en amaryllisväxtart som beskrevs av Selmar Schönland. Nerine huttoniae ingår i släktet Nerine och familjen amaryllisväxter. Inga underarter finns listade i Catalogue of Life.